# دالي براون (مدرب كرة سلة)
دالي براون (بالإنجليزية: Dale Brown)‏ هو مدرب كرة سلة أمريكي، ولد في 31 أكتوبر 1935 في مينوت في الولايات المتحدة.

## روابط خارجية
- دالي براون على موقع قاعة المشاهير الجامعة الوطنية لكرة السلة (الإنجليزية)
- دالي براون على موقع كلية كرة السلة في سبورتس رفرنس.كوم (الإنجليزية)
- دالي براون على موقع قاعة لويزيانا للمشاهير الرياضية (الإنجليزية)